# Every little thing concert tour 2006-2007 〜Crispy Park〜
『every little thing concert tour 2006-2007 〜Crispy Park〜』(エブリ・リトル・シング・コンサート・ツアー2006～2007～クリスピー・パーク～)はEvery Little ThingがリリースしたライブDVD及び、同グループが行ったライブ。

## 解説
ライブDVDとしては、『every little thing commonplace tour 2004〜2005』以来、約2年振りとなる。
2006年発売の7thアルバム『Crispy Park』をコンセプトにしたツアーとなっている。
12月5日に東京国際フォーラムでのライブ模様を収録しており、地方のライブの様子やオフショット等が収録されている。

## 収録曲
1. スイミー
2. いずれもROMANTIC
3. water(s)
4. ささやかな祈り
5. fragile
6. NECESSARY(Acoustic Version)
7. ソラアイ(Acoustic Version)
8. 恋文(Acoustic Version)
9. 一日の始まりに...(Acoustic Version)
10. 風待ち心もよう
11. きみの て
12. スカーレット
13. SWEET EMERGENCY
14. あすの心
15. Grip!
16. Shapes Of Love
17. azure moon
18. ハイファイ メッセージ
19. Free Walkin'
20. 愛の謳
21. 【SPECIAL FEATURE】A day off in ASAHIYAMA Zoo